# Tourailles
Tourailles är en kommun i departementet Loir-et-Cher i regionen Centre-Val de Loire i de centrala delarna av Frankrike. Kommunen ligger i kantonen Selommes som tillhör arrondissementet Vendôme. År 2022 hade Tourailles 129 invånare.

## Befolkningsutveckling
Antalet invånare i kommunen Tourailles
| Referens: INSEE |